# تشريح ثورة
تشريح ثورة The Anatomy of Revolution كتاب للمؤرخ الأمريكي كران برينتون يقوم فيه بدراسة وتوصيف مراحل الثورات وذلك من خلال اعتماده على أمثلة كل من الثورة الفرنسية والثورة الإنجليزية سنة 1640 والثورة الروسية سنة 1917. ويبدز أن الكتاب كان مصدر إلهام لمستشاري جيمي كارتر للأمن القومي كرين برينتون خلال الثورة الإيرانية. 

## قراءة للكتاب
يحلل مؤلف الكتاب ميول مجتمع يسبق ثورة كبرى، وهو يرى أنه يجمع بين التوترات الاجتماعية والسياسية بسبب التدهور التدريجي لقيم المجتمع. إن فكرته عن الثورة هي أنها عملية قلب السلطة مما يؤدي إلى تولي المتطرفين السلطة، ثم تهدأ الأمور. وقد شبه الثورة بحمى ترتفع بسبب شكاوى أفراد شعب ما. ومن أعراض هذه الحمى انهيار هيكل السلطة. تستعر الحمى ثم يصبح واضحاً أن الناس لا يتحملون تلك الحمى وتحل سلطة أفضل محلّ هذا الاهتياج ويصبح الناس أسعد.
أورد الكاتب في الكتاب عددا من العلامات لحدوث الثورات، وفي مقدمتها جوانب الضعف الاقتصادية والمالية التي تعاني منها الحكومات، فقد شكل الصراع على الضرائب بين أسرة آل ستيوارت الحاكمة والبرلمان الإنجليزي المتألف في جله من النبلاء إحدى أهم عوامل حدوث الثورة الإنجليزية.

## الاصدارات
تم إصدار الكتاب من ضمن الطبعات له ضمن مشروع كلمة للترجمة (أبوظبي) عام 2009 من ترجمة سمير الجلبي 

## روابط خارجية
- تحميل الكتاب غوغل كتب